# 淮海战役纪念馆

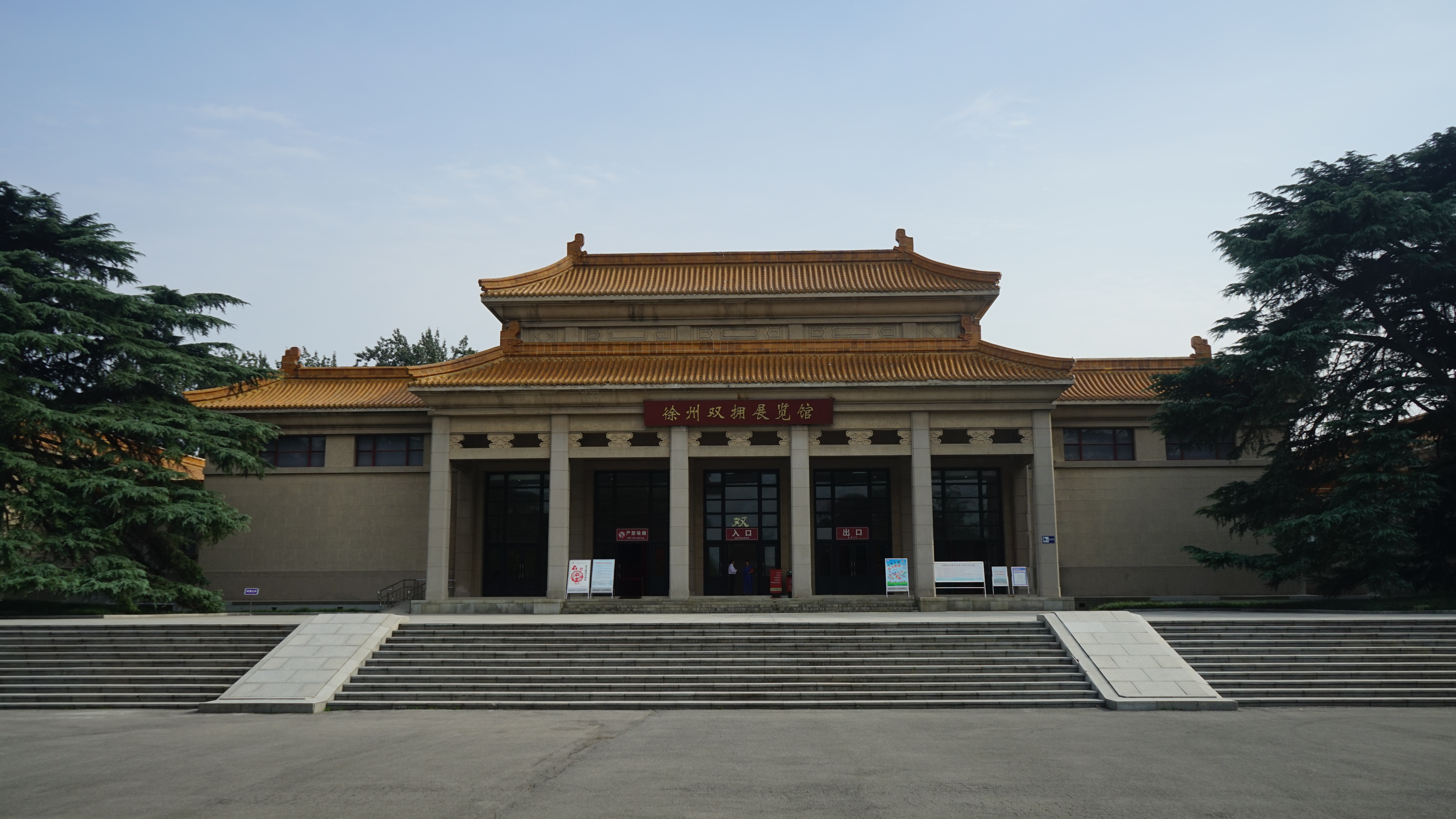
老馆（徐州双拥展览馆）

淮海战役纪念馆，位于江苏省徐州市泉山区，是中华人民共和国江苏省文物保护单位之一。
1982年3月25日，授予江苏省文物保护单位，是一座近现代历史遗迹及革命纪念建筑物。